# Katnachbjur (Kotajk)
Katnachbjur – wieś w Armenii, w prowincji Kotajk. W 2011 roku liczyła 609 mieszkańców.